# Landelijke fietsroute 1
De Noordzeeroute of LF1 is een voormalige LF-route in Nederland, België (LF Kustroute) en Frankrijk tussen Den Helder en Boulogne-sur-Mer, een route van ongeveer 280 kilometer in Nederland. De route volgt de kust van de Noordzee. Het deel in Nederland en België werd sinds 2020 omgevormd tot LF-icoonroute 'LF Kustroute'.
Het fietspad loopt door de provincies Noord-Holland, Zuid-Holland, Zeeland en West-Vlaanderen.
Het is een onderdeel van de Internationale Noordzeeroute, een route van het EuroVelo-netwerk.